# الجنوبية بسدير (المجمعة)
الجنوبية بسدير، هي قرية من فئة (ب) تقع في محافظة المجمعة، والتابعة لمنطقة الرياض في السعودية. وتبعد الجنوبية بسدير عن محافظة المجمعة بمسافة تقارب () كم.